# Remigio Cabello
Remigio Cabello Toral (Valladolid, 1869-Madrid, 16 de mayo de 1936) fue un tipógrafo y político socialista español.

## Biografía
Nacido en Valladolid en 1869, fue uno de los fundadores en el año 1894 de la Agrupación Socialista de Valladolid. En 1911 obtuvo una concejalía en el ayuntamiento de Valladolid. En 1931 fue elegido presidente del Partido Socialista, tras la dimisión de Julián Besteiro. Fue sucedido en la presidencia por Francisco Largo Caballero, convirtiéndose entonces en vicepresidente. Fue elegido diputado de las Cortes republicanas en las elecciones de 1931 por Valladolid con 30 718 votos. Falleció en Madrid el 16 de mayo de 1936.